# Josef Kirschner
Josef Kirschner (9. srpna 1931 Linec – 16. dubna 2016 Oberdorf im Burgenland) byl rakouský novinář, televizní moderátor a autor příruček pro život.

## Život
Kirschner se narodil dne 9. srpna 1931 v Linci. Pracoval v různých oborech, mimo jiné jako ocelář, tlumočník, reklamní textař, reportér, šéfredaktor... Do povědomí širší veřejnosti se dostal jako scenárista kvízového pořadu Wünsch Dir was, který vysílala televizní společnosti ZDF v letech 1969 až 1972. Od roku 1979 spolupracoval při vysílání pořadu ORF Tritsch Tratsch, na nějž navázal v 80. letech pořad Guten Abend, Österreich v hlavním večerním programu ORF. Po epizodě, ve které se mluvilo o intimní hygieně, antikoncepci a interrupci, byl tento pořad zrušen. V 90. letech krátce moderoval pořad ORF Wir-Aktiv. Josef Kirschner pracoval i jako lektor na vídeňské univerzitě a jako konzultant při výuce manažerů a sportovců. Je autorem řady knih – tzv. příruček pro život.
Josef Kirschner zemřel v noci na 16. dubna 2016 ve svém domě v Oberdorfu v Burgenlandu.

## Dílo – České překlady
- Nebojte se egoismu. Překlad: Jiří Pondělíček. Knižní klub, 1994
- Umění žít beze strachu: Jak se zbavit zbytečného strachu a výčitek svědomí. Motto, 1996
- Sto kroků ke štěstí. Neponechávejte své štěstí osudu, náhodě nebo jiným lidem, ale dosáhněte šťastného života vlastními silami. Překlad: Blanka Pscheidtová. Motto, 1998
- Bible egoistů: Nejdříve já potom ti druzí. Překlad Rudolf Řežábek. Liberec: Dialog, 2000
- Trénink pro partnerský život. Překlad: Renata Höllgeová. Portál, 2002
- Vítězit bez boje. Překlad Rudolf Řežábek. Liberec: Dialog, 2003
- Pomoz si sám, stejně ti nikdo nepomůže. Překlad: Blanka Pscheidtová, Motto, 2004
- Hry života. Překlad: Zuzana Škapová. Motto, 2008